# Passo di Sankt Luzisteig
Il passo di Sankt Luzisteig (abbreviato in St. Luzisteig, Sogn Gliezi in romancio; 713 m s.l.m.), detto anche Steig, è un valico che collega Maienfeld, comune del Canton Grigioni in Svizzera, a Balzers, in Liechtenstein.

## Storia

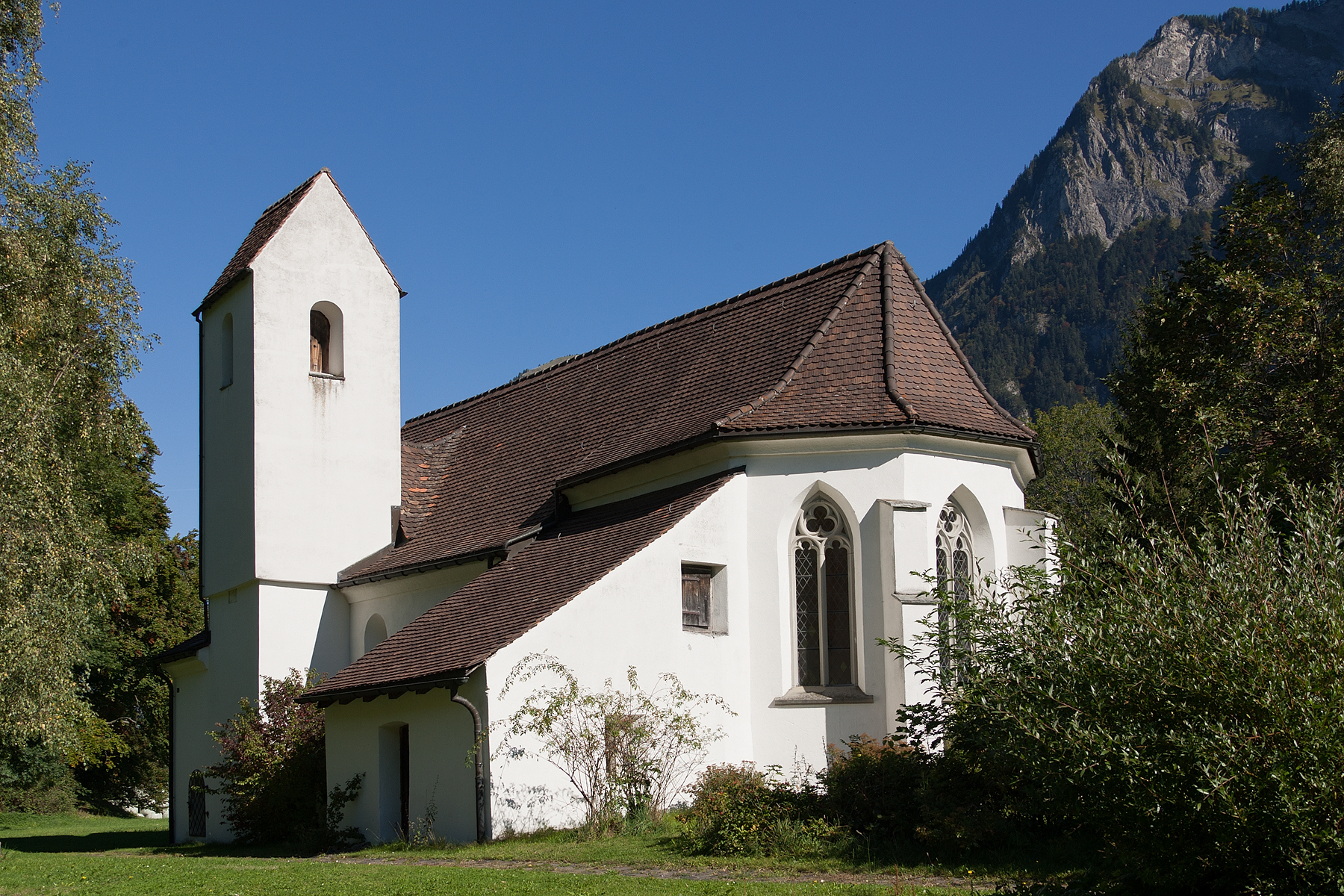
La chiesa di Sankt Luzisteig

Il passo fu utilizzato sin dal Neolitico e poi in età del bronzo, dati i vari rinvenimenti in loco databili a tali epoche. Ulteriori reperti ne documentano l'uso e il passaggio da parte dei romani nel 15 a.C., quando era originariamente noto col toponimo latino di Silva Martis. Verso l'VIII secolo fu oltrepassato da san Lucio di Coira (Luzius von Chur), missionario in Rezia, e da allora il luogo fu a lui intitolato, cominciando ad essere conosciuto come Sankt Luzi ob dem Marswald.
Nell'Alto Medioevo, oltre ad un luogo di culto sia romano che cristiano già presente, fu costruita una chiesa dedicata al santo, che ricadeva nel territorio di Fläsch ed esercitava la sua influenza religiosa anche su Maienfeld e sugli insediamenti walser circostanti, come Guscha. A partire dal 1462 sovrintendeva alla chiesa di Sant'Amando di Maienfeld e nel 1480 venne aggregata al convento di Pfäfers.
Le fortificazioni ivi presenti svolsero un ruolo strategico durante le guerre di Svevia del 1499, dei trent'anni del 1618-1648 e napoleoniche del 1792-1809 che interessarono il passo. La strada imperiale che lo attraversava, in età contemporanea divenuta H28, venne ampliata tra il 1781 e il 1784, e fino all'inaugurazione della ferrovia Coira-Rorschach, avvenuta nel 1858, costituiva l'unico itinerario per raggiungere il Canton Grigioni, la Germania e lo Stato federato di Vorarlberg dell'Austria, svolgendo quindi una funzione economica.
Nel 1816 le amministrazioni di Maienfeld, Fläsch e del Liechtenstein concordarono i pedaggi e le tariffe di trasporto; tra il 1850 e il 1860 vi furono erette le moderne fortificazioni. Con l'accordo di unione doganale stipulato tra la Svizzera e il Liechtenstein nel 1923, furono abolite nel passo le barriere di frontiera tra i due Stati.

## Descrizione
Il passo, detto anche Steig ("roccia") e posto interamente in territorio elvetico, ad un'altitudine di 713 m s.l.m. e lungo 1 km, è percorso dalla strada principale 28 che mette in comunicazione Maienfeld, comune del Canton Grigioni in Svizzera, con Balzers, in Liechtenstein. In esso sono presenti la chiesa di Santa Lucia, una storica locanda e la fortezza di Sankt Luzisteig del XVIII secolo, utilizzata come caserma dall'esercito svizzero.